# Fornos de Algodres
Fornos de Algodres is een plaats en gemeente in het Portugese district Guarda.
De gemeente heeft een totale oppervlakte van 131 km² en telde 5629 inwoners in 2001.